# Reconeixement d'unions del mateix sexe a Àsia

Situació legal de les unions entre persones del mateix sexe a l'Àsia

A l'Àsia han sorgit intensos debats per al reconeixement d'unions del mateix sexe, ja sigui a través del registre de parelles de fet, ja sigui amb la unió civil i el matrimoni igualitari. L'acceptació social de la comunitat LGBT a l'Àsia és molt heterogènia i varia depenent de cada país, cultura i època. Actualment, l'únic país asiàtic que ha legalitzar el matrimoni entre persones del mateix sexe a nivell nacional (concretament el maig del 2019) és la República de la Xina (Taiwan), mentre que Israel i Armènia reconeixen els matrimonis homosexuals celebrats a l'estranger. Addicionalment, existeixen alguns tipus de reconeixements limitats a nivell local en països com el Japó i Cambodja, mentre que a Hong Kong, les parelles del mateix sexe poden optar a drets de visat de residència com si fossin cònjuges. Així mateix, en diversos països asiàtics, la majoria d'Orient Mitjà, els actes homosexuals entre adults i per mutu consentiment es troben criminalitzats, per la qual cosa no hi ha cap possibilitat de reconeixement a les parelles del mateix sexe fins que no es despenalitzi l'homosexualitat.

## Història

### Fujian
A la província xinesa de Fujian es realitzaven matrimonis entre dos homes durant la dinastia Ming (1368 i 1644) i la dinastia Qing (1644-1912), en una època d'àmplia acceptació social i religiosa de l'homosexualitat en aquesta regió. Hu Tianbao és el déu en forma de conill al que els homes homosexuals li resaven quan s'enamoraven d'un altre home i volien guanyar el seu amor.

### Israel
A Israel, el matrimoni civil queda en mans de les autoritats religioses del país, que només permeten la unió d'un home i una dona que siguin tots dos ciutadans que professin la mateixa religió, de nacionalitat israeliana i residents dins dels territoris israelians. Tot i així es reconeix civilment el matrimoni en common-law (o matrimoni en dret consuetudinari), un tipus de registre de parelles de fet alternatiu, originat del dret anglosaxó, que no fa distinció de l'orientació sexual dels contraents, sent possible un matrimoni entre persones del mateix sexe des de 1994. A més, les autoritats civils reconeixen els matrimonis homosexuals civils celebrats a l'estranger.

### República de la Xina
El 17 de maig de 2019 el Iuan Legislatiu va aprovar el projecte de llei anomenat “Llei de Compliment de la Interpretació del Iuan Judicial número 748”, permetent així el matrimoni entre persones del mateix sexe a partir del 24 d'abril del mateix any, seguint una ordre del Tribunal Constitucional d'aquest país. En 2012 una parella de lesbianes havia contret matrimoni religiós mitjançant unes noces budistes, establint un precedent en aquesta religió.

### Territori Britànic de l'Oceà Índic
El Territori Britànic de l'Oceà Índic, unes illes asiàtiques administrades pel Regne Unit com a territori britànic d'ultramar, va aprovar el matrimoni igualitari a través d'una ordenança emesa pel Consell Privat del Regne Unit el 28 d'abril de 2014, com a conseqüència d'igualar la legislació marital de la seva metròpolis.